# Serica nitidipes
Serica nitidipes är en skalbaggsart som beskrevs av Shuhei Nomura 1974. Serica nitidipes ingår i släktet Serica och familjen Melolonthidae. Inga underarter finns listade i Catalogue of Life.